# Cantone di La Salvetat-sur-Agout
Il Cantone di La Salvetat-sur-Agout era una divisione amministrativa dell'arrondissement di Béziers.
A seguito della riforma approvata con decreto del 26 febbraio 2014, che ha avuto attuazione dopo le elezioni dipartimentali del 2015, è stato soppresso.

## Composizione
Comprendeva i comuni di:
- Fraisse-sur-Agout
- La Salvetat-sur-Agout
- Le Soulié